# Кочанная капуста
Коча́нная капу́ста — разновидность вида Капуста огородная, распространённая сельскохозяйственная культура.

## Выращивание кочанной капусты
Как правило, капусту выращивают рассадным способом, в особенности ранние сорта. Так, в восточной части Европы семена для рассады капусты начинают высевать уже с конца января. Готовую рассаду высаживают в открытый грунт одновременно с севом ранних зерновых (для ранних сортов капусты) со второй половины марта до начала апреля. Урожай капусты собирают избирательно, то есть если головки растений становятся твёрдыми и достигают спелого нормального размера (около 1 кг). При оптимальных условиях окружающей среды и наличии необходимых удобрений (аммиачной селитры и других) можно получить дополнительный, второй урожай капусты. Чтобы добиться этого, нужно сразу после уборки первого урожая вносить азотные удобрения из расчёта 25 г аммиачной селитры на 15 растений. В пучках листьев следует оставить по несколько проросших почек, а остальные удалить.
Поздние сорта кочанной капусты можно выращивать безрассадным способом, при этом, чтобы получить хорошие и выровненные всходы, гнёзда с семенами необходимо мульчировать перегноем, закрывать полиэтиленовой плёнкой и т. д. Если этого не сделать, то даже при кратковременной засухе ростки могут не взойти.

### Разновидности кочанной капусты
Кочанная капуста культивируется в трёх формах:
- Белокочанная капуста;
- Краснокочанная капуста;
- Савойская капуста.

## Значение и применение

### Капуста огородная в культуре
Капуста принадлежит к числу важнейших овощных растений. Древнегреческий философ и математик Пифагор весьма ценил лечебные свойства капусты и занимался её селекцией. Южные племена славян впервые узнали о капусте от греко-римских колонистов, живших в районах Причерноморья. Со временем познакомились с этой овощной культурой и на Руси.
Кочанная капуста возделывается как однолетнее растение на огородах по всему свету, за исключением крайних северных районов и пустынь. Как культурное пищевое растение распространена во всех странах с умеренным климатом. Культура капусты огородной в холодное время года или в горах возможна и в субтропиках.
Пищевое значение капусты обусловливается её составом, который разнится в зависимости от сорта: азотистых веществ 1,27—3,78 %, жиров 0,16—0,67 и углеводов 5,25—8,56 %
Пищевая ценность на 100 г 24 ККал.
Вегетационный период у ранних сортов 70-130 дней, у средних сортов 125—175 дней, у поздних сортов 153—245 дней.

### Лечебные свойства кочанной капусты
В качестве лекарственного сырья используют листья кочанной капусты (лат. Folium Brassicae oleraceae). Они содержат комплекс витаминов, в том числе витамин C (до 70 мг%) и другие; каротин, полисахариды, белки, тиогликозид глюкобрассидин; богаты минеральными солями.
Лечебные свойства капусты были известны ещё древним римлянам. В научную медицину капуста была введена после обнаружения противоязвенного фактора, названного витамином U. Сок из листьев рекомендован для лечения язвенной болезни желудка и двенадцатиперстной кишки, гастритов и колитов. Древние греки рекомендовали потреблять овощ в качестве слабительного, и использовали капустный сок в качестве антидота при отравлении грибами, в качестве глазных мазей, а также в качестве линиментов при ушибах.
В народной медицине свежий капустный сок издавна используют для заживления гноящихся ран и язв, при пониженной кислотности, а также при гастритах, болезнях печени. Кроме того, листья капусты способствуют выведению из организма холестерина. Капустный сок снижает содержание сахара в крови, усиливает выделение излишней жидкости из организма и весьма эффективен в борьбе с запорами. При острых энтероколитах, повышенной перистальтике кишечника, при склонности к спазмам кишечника и жёлчных ходов употреблять в пищу капусту не рекомендуется, так как, раздражая слизистую кишечника и желудка, капуста может усилить спазмы и вызвать болевые ощущения.
Капуста — ценный диетический продукт, рекомендуемый больным подагрой, жёлчнокаменной болезнью, атеросклерозом, при избыточной массе тела.

## Мировое производство
Крупнейшим производителем капусты кочанной в мире является Китай. Он производит почти половину всей капусты в мире (33,3 из 71,2 миллионов тонн) и опережает Индию, второго по величине производителя в мире, почти в 4 раза.
Крупнейшие производители капусты (тысяч тонн) 
| Номер | Страна               | 2012  | 2017  | 2020  |
| ----- | -------------------- | ----- | ----- | ----- |
| 1     | Китай                | 31500 | 33788 | 33797 |
| 2     | Индия                | 8412  | 8807  | 9207  |
| 3     | Россия               | 3309  | 2687  | 2630  |
| 4     | Республика Корея     | 2304  | 2726  | 2555  |
| 5     | Украина              | 1922  | 1673  | 1759  |
| 6     | Япония               | 1443  | 1428  | 1413  |
| 7     | Индонезия            | 1450  | 1442  | 1406  |
| 8     | США                  | 895   | 1080  | 1202  |
| 9     | Вьетнам              | 853   | 976   | 1027  |
| 10    | Кения                | 503   | 764   | 943   |
| 11    | Турция               | 701   | 778   | 851   |
| 12    | Польша               | 1198  | 1083  | 754   |
| 13    | Германия             | 802   | 790   | 725   |
| 14    | Узбекистан           | 705   | 904   | 659   |
| 15    | КНДР                 | 700   | 643   | 653   |
| 16    | Румыния              | 990   | 1028  | 601   |
| 17    | Казахстан            | 442   | 505   | 566   |
| 18    | Египет               | 838   | 485   | 537   |
| 19    | Эфиопия              | 394   | 345   | 433   |
| 20    | Китайская Республика | 561   | 645   | 409   |
| 21    | Беларусь             | 380   | 445   | 355   |

## Болезни и вредители
Капустная тля, крестоцветные блошки, капустный долгоносик, капустная муха, капустная совка, репная и капустная белянки, рапсовый пилильщик.